# Biblioteca Nacional Francisco Gavidia
La Biblioteca Nacional Francisco Gavidia fue fundada por el gobierno del presidente Francisco Dueñas, en San Salvador, ciudad capital de El Salvador, mediante Decreto Ejecutivo del 5 de julio de 1870, publicado en el periódico estatal El Constitucional N.º 40, Tomo N.º 4, del 7 de julio de 1870.
Pero sería inaugurada oficialmente hasta el 15 de marzo de 1888 por el gobierno del presidente Francisco Menéndez, según una noticia publicada en el Diario Oficial N.º 65, Tomo N.º 24, del 16 de marzo de 1888.
En 2021 fue demolido el edificio construido en 1961 para alojar las antiguas oficinas del Banco Hipotecario —ocupado por la Biblioteca Nacional desde 1994 por haber sido destruida por el terremoto de 1986 la edificación que la albergaba desde 1964— y la institución fue refundada como Biblioteca Nacional de El Salvador (BINAES), cuyo nuevo edificio fue inaugurado el 14 de noviembre de 2023.

## Nombre oficial
Fue fundada con el nombre oficial de «Biblioteca Nacional Salvadoreña». Después adoptaría otros nombres. Pero sería hasta la emisión del Acuerdo Ejecutivo N.º 16-0101, publicado en el Diario Oficial N.º 80, Tomo N.º 355, del 3 de mayo de 2002, que el Ministerio de Educación la denominaría oficialmente como «Biblioteca Nacional Francisco Gavidia», en honor a dicho escritor salvadoreño, quien el pasado ocupó el cargo de director de la misma; aunque el mismo gobierno salvadoreño la nombraba impropiamente como "Biblioteca Nacional de El Salvador Francisco Gavidia".

## Fondo inicial y primeras sedes
La Biblioteca Nacional fue fundada con el fondo inicial de la colección de obras que pertenecieron al cardenal católico italiano Luigi Lambruschini, la cual se conserva actualmente y está compuesta por más de 6.000 
libros publicados desde 1500 hasta 1800, en francés, italiano, español y latín. La Biblioteca Nacional estaba destinada a ocupar un lugar dentro del antiguo Palacio Nacional, que fue inaugurado en 1870 y destruido por un incendio en 1889, de acuerdo con lo dispuesto en su decreto ejecutivo de fundación. Pero el primer local que ocupó realmente fue en la esquina sudeste de la sede de la Universidad de El Salvador (UES), que fue destruida por el terremoto que sacudió a la capital salvadoreña el 19 de marzo de 1873, lo que obligó a la Biblioteca Nacional a trasladarse provisionalmente al antiguo Palacio Nacional, hasta que en 1879 regresó al nuevo edificio reconstruido de la UES.

## La Biblioteca Nacional como parte de la Universidad de El Salvador
Por Acuerdo Ejecutivo del 9 de diciembre de 1871, publicado en el Boletín Oficial N.º 34, Tomo N.º 1, del 16 de diciembre de 1871, el gobierno del presidente Santiago González decidió donar la Biblioteca Nacional a la Universidad de El Salvador; pero esa situación llegó a su fin cuando el gobierno del presidente Francisco Menéndez ordenó que la misma fuera separada de la alma mater, mediante Acuerdo Ejecutivo del 21 de septiembre de 1887, publicado en el Diario Oficial N.º 220, Tomo N.º 23, del 22 de septiembre de 1887.

## Edificios ocupados en los siglosXXyXXI

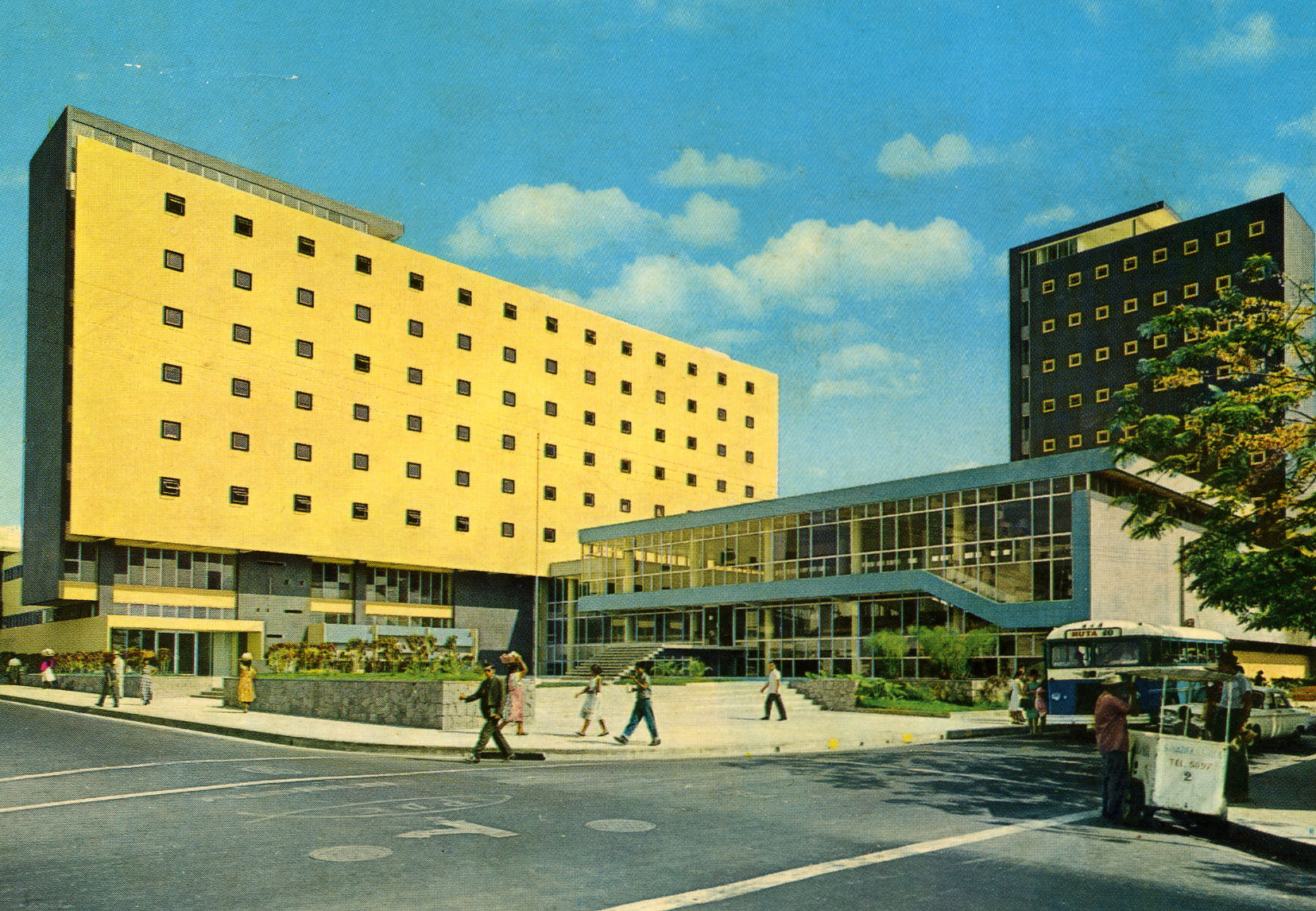
A la derecha, el edificio de cristal ocupado por la Biblioteca Nacional, y a la izquierda, en amarillo, el del Ministerio de Educación, que resultaron severamente dañados por el terremoto de 1986.

En 1934 la Biblioteca Nacional fue trasladada al segundo piso del Teatro Nacional. En 1938 la Biblioteca Nacional compró y ocupó la antigua casa del Círculo Militar, donde se mantuvo hasta 1964. Durante la gestión del director Baudilio Torres, y como apoyo de la Asociación de Bibliotecarios de El Salvador, se consiguió la construcción del edificio de 9 pisos para la Biblioteca Nacional y el Archivo General de la Nación, cuyo diseño estuvo a cargo de los arquitectos austriacos Ehrentraut Katstaller Schott y Karl Katstaller, con apoyo de los arquitectos salvadoreños Armando Muñiz Iglesias y Luis René Dadá; siendo construido por la Dirección de Urbanismo y Arquitectura (DUA). La inauguración del moderno edificio se llevó a cabo el 16 de enero de 1964.
Pero en 1968 el Ministerio de Educación se trasladó a este mismo edificio, siendo colocados todos los libros en su torre norte, mientras que el Archivo General de la Nación fue trasladado el actual Palacio Nacional. Debido al terremoto del 10 de octubre de 1986, que azotó duramente a la ciudad capital, dicho edificio terminó dañado y destruido.
En abril de 1987 la Biblioteca Nacional abrió el servicio de referencia con una pequeña colección en una cabaña del Parque Infantil. En julio de 1987 la Biblioteca Nacional alquiló el Edificio San Rafael y la casa contigua en la Calle Arce de la ciudad capital, donde funcionaron los servicios prestados al público. En el actual Palacio Nacional se ubicaron las colecciones de obras antiguas y la Hemeroteca Nacional. Y la Sala de Braille fue alojada en el Centro de Ciegos Eugenia Viuda de Dueñas, en la capital salvadoreña.
La Biblioteca Nacional se trasladó después al antiguo edificio del Banco Hipotecario, ubicado al costado sur de la Plaza Gerardo Barrios, en cuyo local prestó sus servicios desde 1994 hasta 2021, cuando fue demolido para construir una nueva sede.

## Demolición y refundación en elsigloXXI
A finales de 2021 y principios de 2022 se llevó a cabo la demolición del antiguo edificio de la Biblioteca Nacional para la construcción de una nueva edificación donada por la República Popular China, de acuerdo a un convenio firmado el 20 de septiembre de 2019 por los gobiernos de El Salvador y de ese país asiático. El parlamento salvadoreño, por su parte, aprobó las «Disposiciones Especiales para la Aprobación y Ejecución del Proyecto de Asistencia de la Construcción de la Biblioteca Nacional de El Salvador», mediante Decreto Legislativo N.º 249, del 21 de diciembre de 2021, publicado en el Diario Oficial N.º 244, Tomo N.º 433, del 22 de diciembre de 2021.
La demolición generó una fuerte controversia entre sectores académicos, culturales y ciudadanos defensores del patrimonio. Especialistas en patrimonio, criticaron la falta de consulta pública, los procesos opacos y la ausencia de estudios técnicos que justificaran la pérdida de un inmueble considerado representativo del modernismo arquitectónico salvadoreño. También cuestionaron que el edificio se encontraba registrado como bien inmueble de interés cultural por el Ministerio de Cultura y que su destrucción vulneraba normativas nacionales e internacionales de protección al patrimonio. El caso fue señalado como un ejemplo de la creciente tensión entre políticas de modernización urbana y la conservación del patrimonio cultural en El Salvador.
La primera piedra del nuevo edificio fue colocada el 3 de febrero de 2022 por el Presidente de la República, Nayib Bukele. La construcción de la nueva sede tuvo un costo de 54 millones de dólares y se ubica en el mismo lugar que ocupaba la edificación demolida entre 2021 y 2022.

## Espacios
- Colección Iberoamericana (donada por la Organización de Estados Iberoamericanos -OEI-).
- Colección Lambruschini (fondo inicial de la Biblioteca Nacional).
- Colección general de los libros antiguos.
- Hemeroteca Nacional - Sección de periódicos -.
- Departamentos de medios visuales (microfilmage).
- Colección Nacional.
- Disertaciones y tesis.
- Hemeroteca Nacional - Sección de revistas -.
- Hemeroteca Internacional.
- Colección de Referencias (enciclopedias, diccionarios, etc.).
- Colección Internacional.
- Colección Braille.